# Herkules-Bergpreis
Der Herkules-Bergpreis ist eine Bergrennveranstaltung für Automobile und Motorräder, die alle zwei Jahre im Bergpark Wilhelmshöhe bzw. im Hohen Habichtswald im Landkreis Kassel stattfindet. Veranstalter ist der Kurhessischer Motosport-Club Kassel e.V.

## Rennstrecke
Die Strecke ist 28 km lang und überwindet 600 Höhenmeter. Die aktuelle Streckenführung (seit 2015) folgt zunächst der Wilhelmshöher Allee hinauf zum Schloss Wilhelmshöhe, bevor über die Tulpenallee der Bergpark Wilhelmshöhe verlassen wird und über die Rasenallee der Habichtswald erreicht wird. Vorbei an Harleshausen wird am Roten Pfahl die Wolfhager Straße (Bundesstraße 251) erreicht, der vorbei am Gasthaus Ahnetal bis nach Dörnberg gefolgt wird. Im Ort ist auf einer Länge von einem Kilometer ein Slalomkurs mit Strohballen angelegt. Westlich von Dörnberg zweigt die Rennstrecke von der Bundesstraße 251 ab und verläuft hinunter ins Warmetal bis südlich von Bodenhausen. Anschließend wird über einen asphaltierten Wirtschaftsweg Ehlen erreicht, wo die Strecke nochmals kurz der Bundesstraße 251 folgt, um dann nordöstlich von Ehlen über die Landesstraße 3298 in den Habichtswald hinaufzuführen. Zwischen Essigberg und Hohem Gras wird schließlich der höchste Punkt der Rennstrecke erreicht, von dem es nun durchgehend bergab durch das Druseltal wieder nach Bad Wilhelmshöhe geht.

## Geschichte
Erstmals ausgetragen wurde der heutige Herkules-Bergpreis von 1923 bis 1927 unter dem Namen Herkules-Bergrennen. Auf der Rennstrecke vom Gutshof über Schloss Wilhelmshöhe, Aquädukt und Kaskadenrestaurant hinauf zum Herkules, die im oberen Teil unbefestigt war und eine Steigung von fast 18 Prozent aufwies, starteten bekannte Fahrer wie Rudolf Caracciola, Carl Jörns, Karl Kappler oder Adolf Rosenberger.
Von 1951 bis 1954 wurde das Herkules-Bergrennen als Herkules-Bergring-Rennen wiederbelebt. Bis zu 80.000 Zuschauer verfolgten die reinen Motorradrennen auf einem 4,3 km langen Rundkurs durch den Bergpark Wilhelmshöhe.
Seit 2005 starten nun historische Automobile und Motorräder. Zunächst auf der traditionellen Strecke ausgehend vom Schloss Wilhelmshöhe über Aquädukt und Löwenburg veranstaltet, wurde das Bergrennen 2011 und 2013 wegen der Weltkulturerbe-Werbung für den Bergpark auf einer neuen Rennstrecke ausgehend vom Schloss Wilhelmshöhe über Tulpenallee, Nussallee und Ochsenallee veranstaltet. Seit 2015 wird der Herkules-Bergpreis auf einer Rennstrecke ausgetragen, die den Herkules vollständig umrundet.

## Galerie

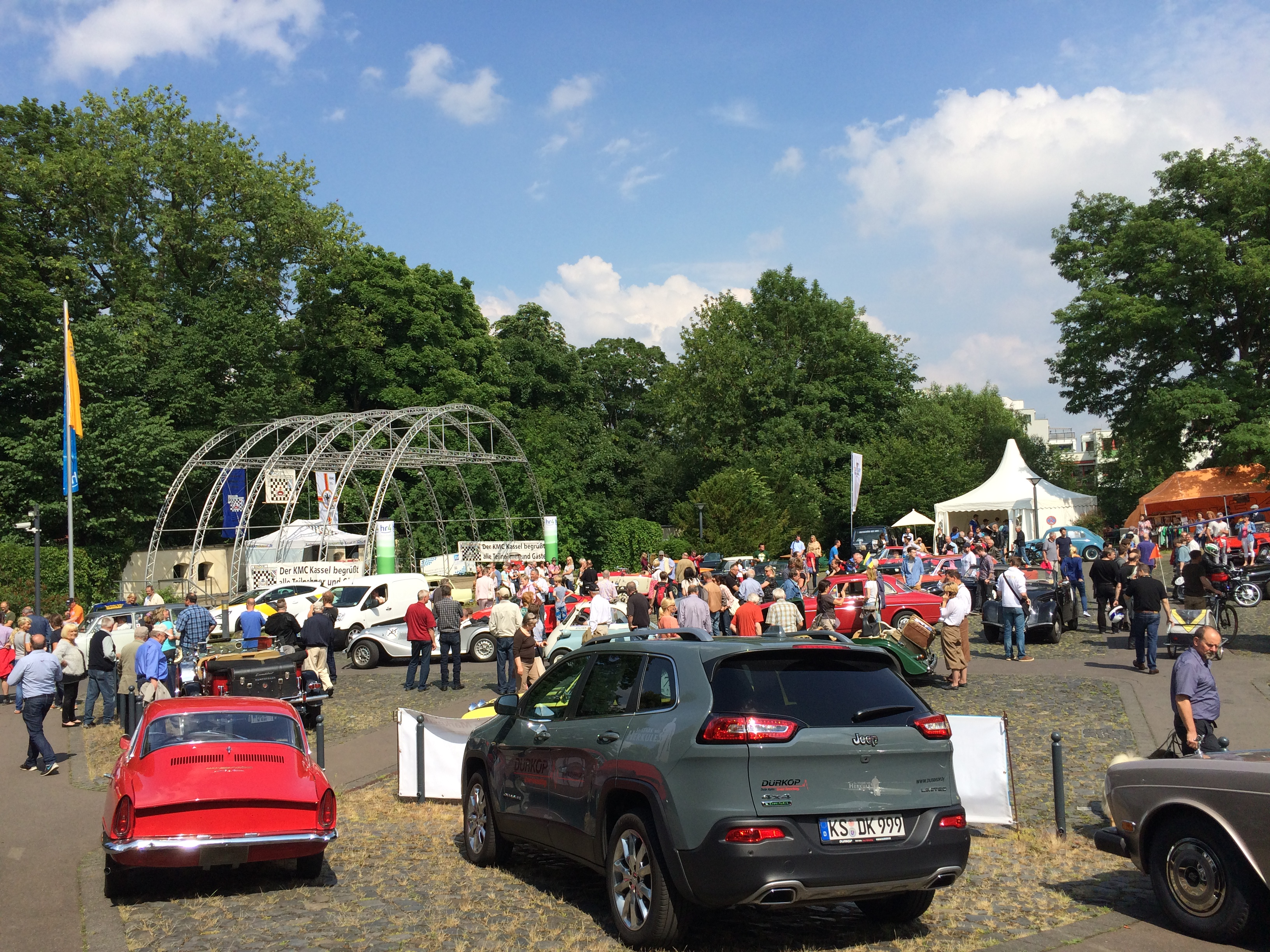
Start- und Zielbereich im Gutshof auf dem Gelände des Studios Kassel, Hessischer Rundfunk
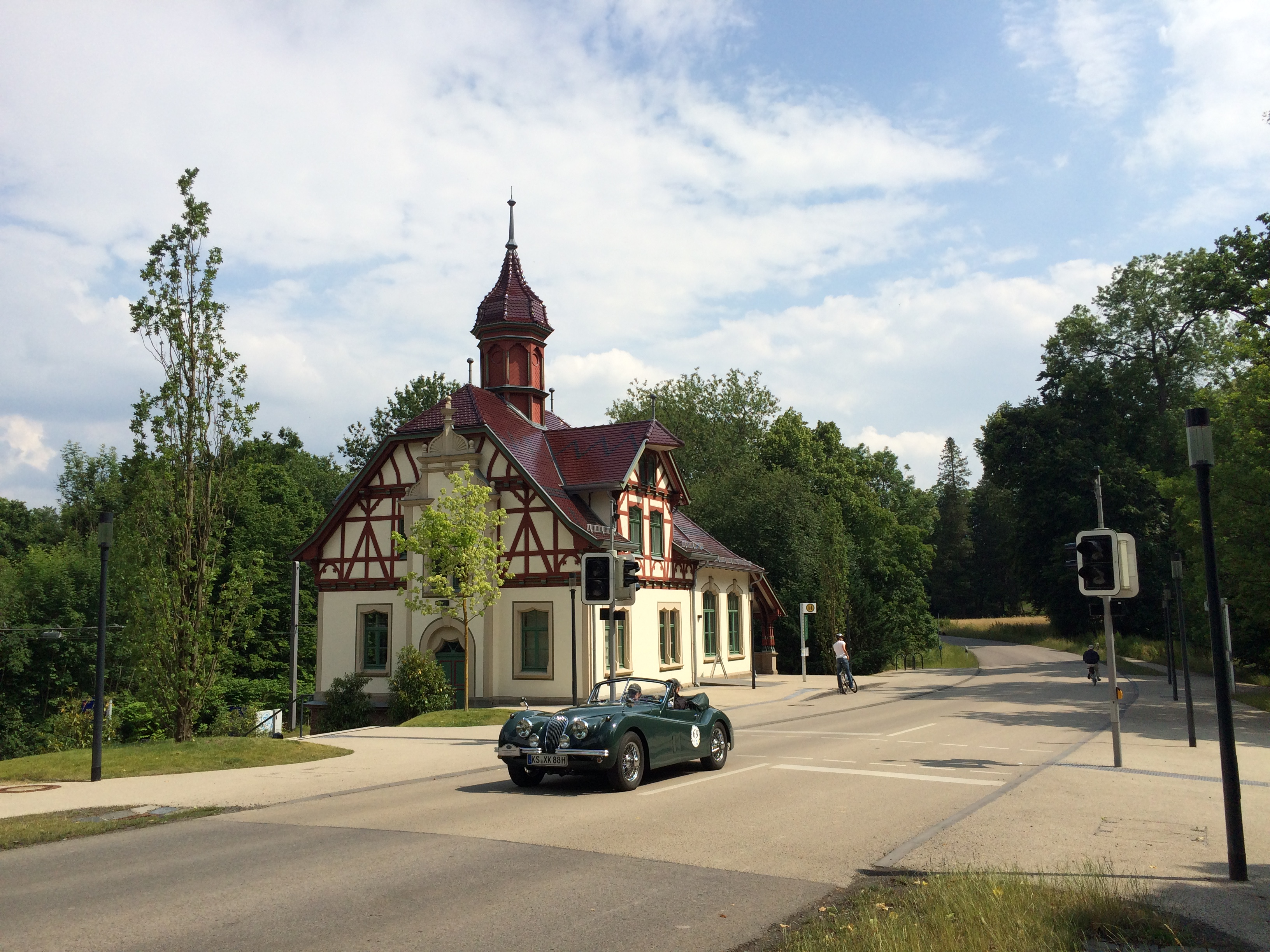
Jaguar XK 120 DHC, Baujahr 1953, vor der Haltestelle Wilhelmshöhe (Park)
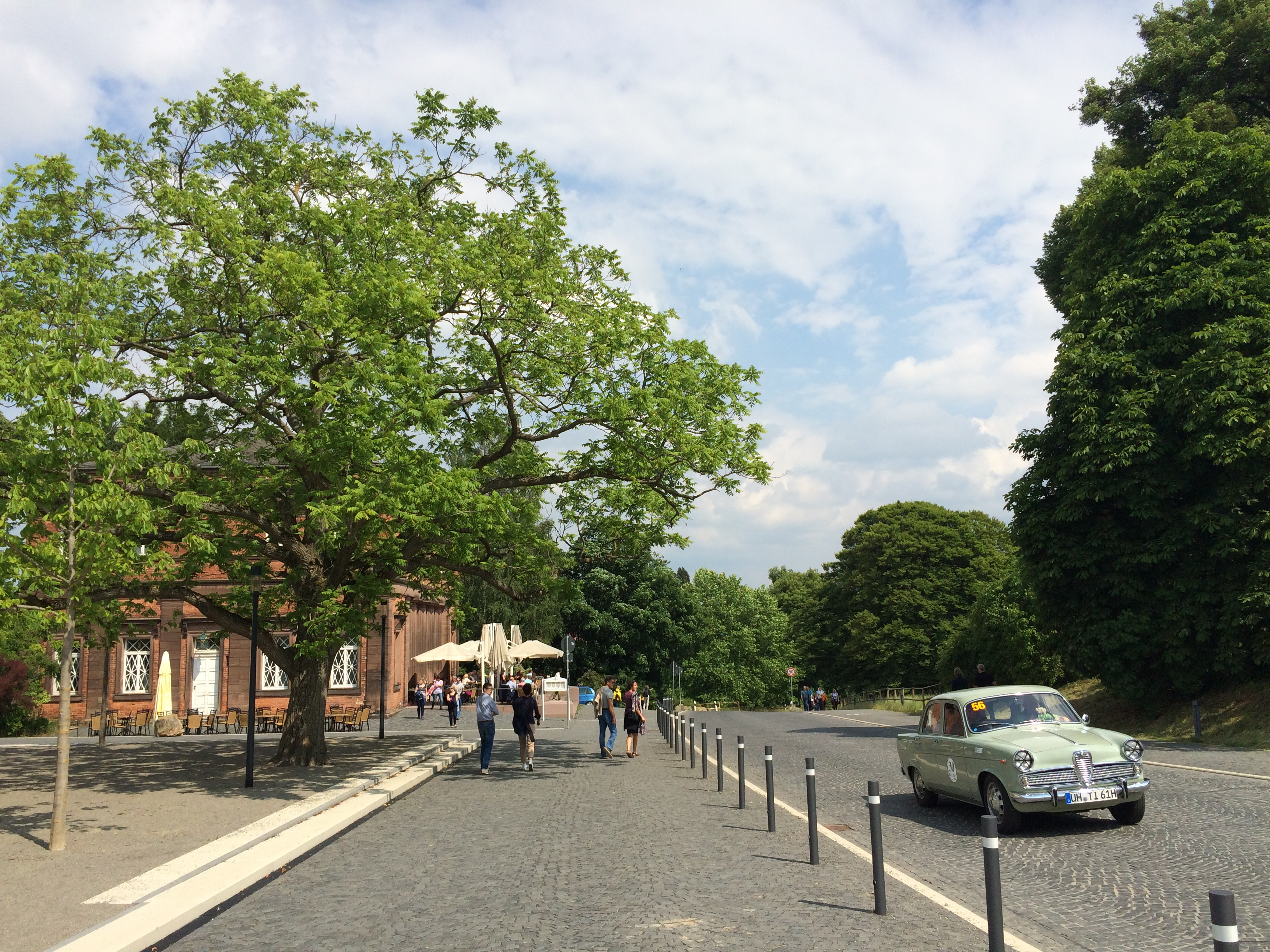
Alfa Romeo Giulietta T.I., Baujahr 1961, in Höhe des Schlosshotels
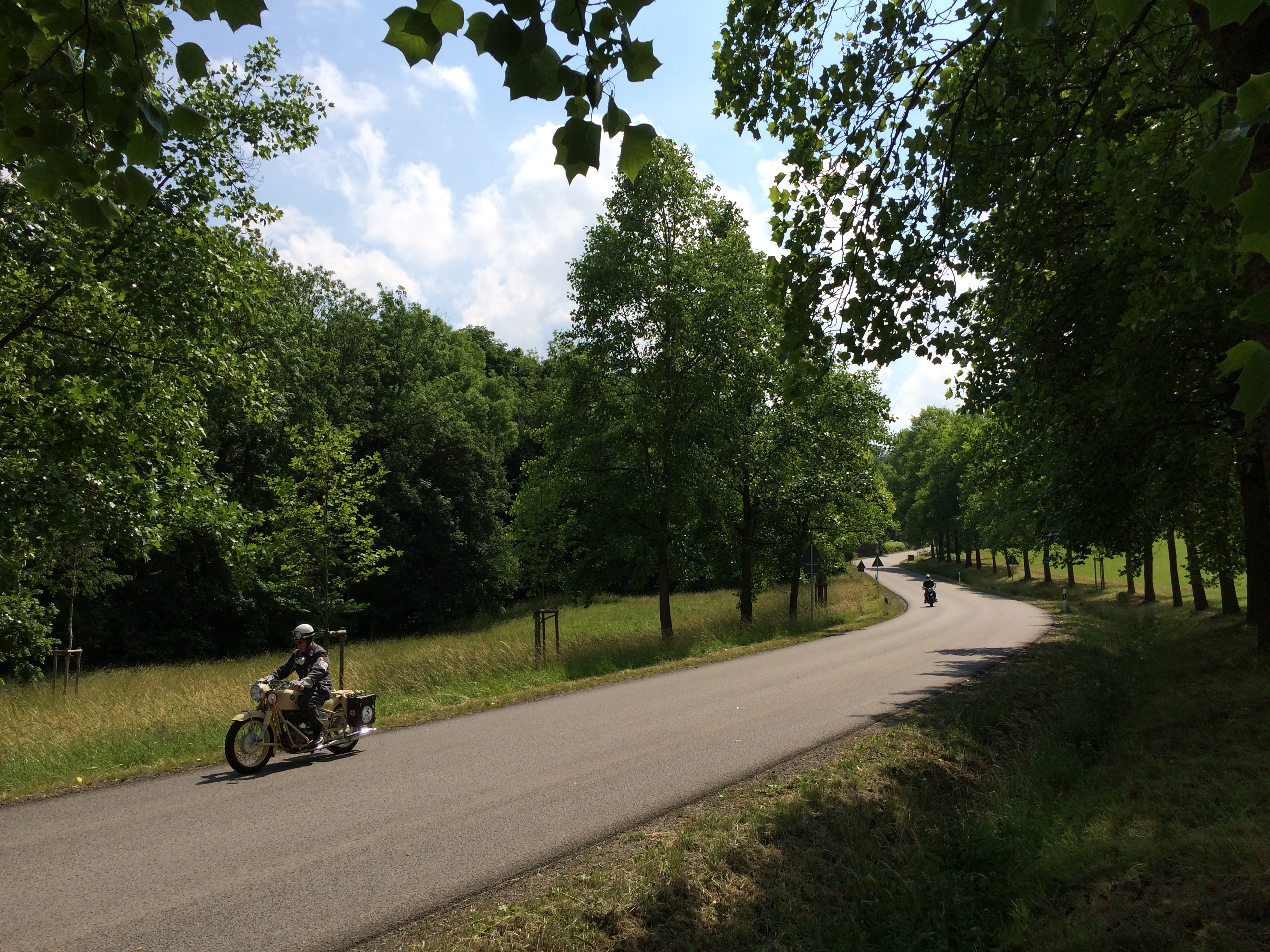
BMW R27, Baujahr 1967, und BMW R50/2, Baujahr 1965, auf der Tulpenallee
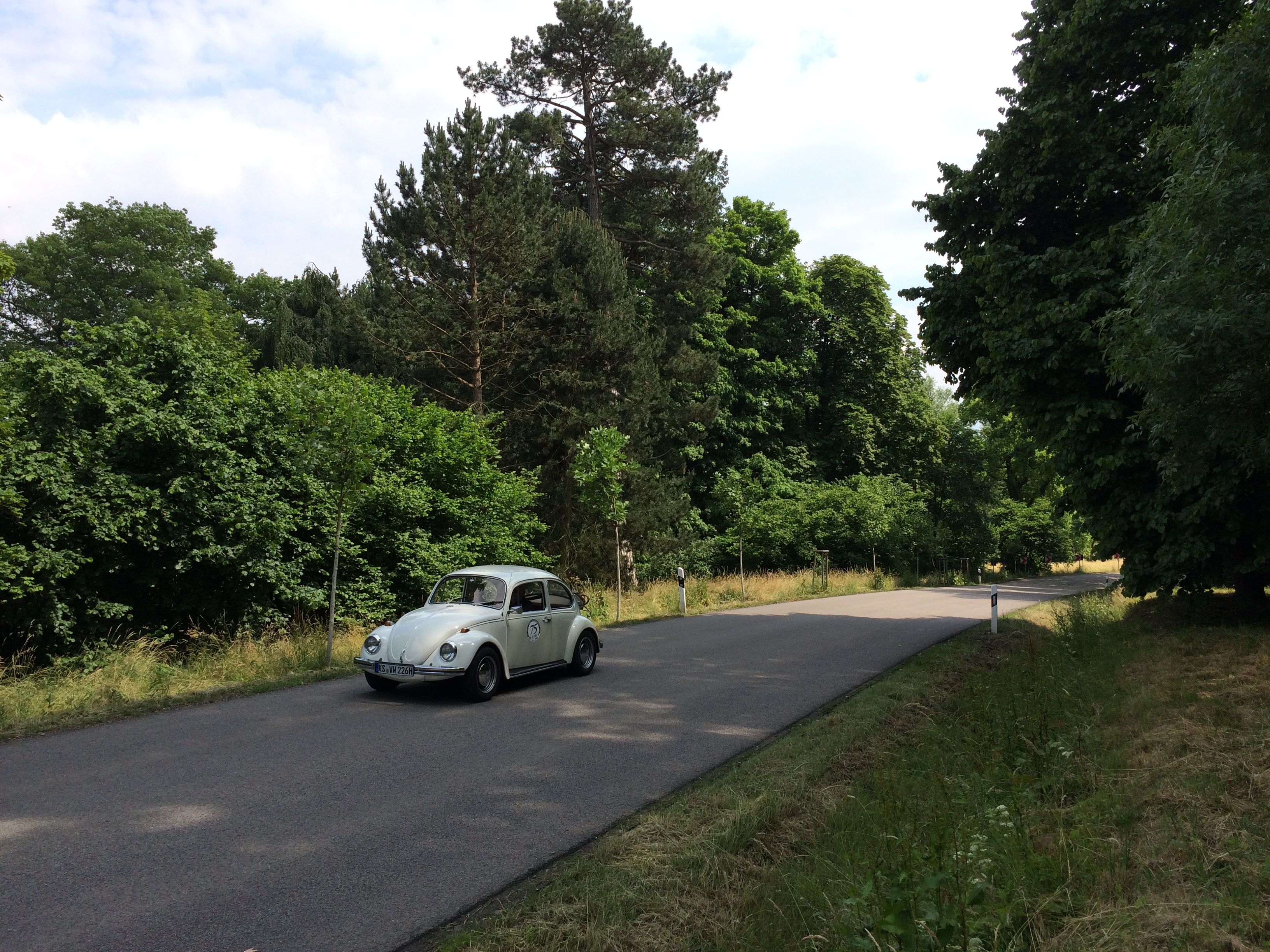
VM Käfer, Baujahr 1970, auf der Tulpenallee